# Where You Are
"Where You Are" är den andra singeln från popstjärnan Jessica Simpsons debutskiva.  Singeln släpptes år 2000 och är en duett med framtida maken, nu exmaken, Nick Lachey. Låten gjorde inte så bra ifrån sig som man hoppats på, en 62:e plats på Billboard Hot 100 plats var allt den åstadkom, men det var ändå Simpsons andra låt på listan. Singeln var den första hon spelade in med Nick Lachey. Paret har efter det gjort ett flertal duette bland andra "A Whole New World" och "Baby I's Cold Outside". Sången skrevs av Louis Biancaniello och Sam Watters (som även producerade) samt A. Stampoulou och Nick Lachey.

## Musikvideo
Videon till "Where You Are" visar Simpson och Lachey i en blek, deppig miljö, där de sjunger om hur de saknar varandra. Eftersom sången var soundtrack till filmen "Here On Earth" visades även delar av filmen i videon.

## Listpresentationer
"Where You Are" lyckades inte särskilt bra på listorna om man jämför med dess föregångare, "I Wanna Love You Forever". Sången klättrade inte ens upp på topp 50 på Billboard Hot 100 i USA. På The Adult Contemporary list lyckades dock sången klättra något högre. Sången lyckades även bra på The Hot Dance Music Chart i USA där den låg fyra i tre veckor. "Where You Are" släpptes inte internationellt, bortsett från Kanada.
| År   | Lista                                  | Position |
| ---- | -------------------------------------- | -------- |
| 2000 | USA Billboard Hot 100                  | #62      |
| 2000 | USA Billboard Hot 100 Singles Sales    | #40      |
| 2000 | USA Billboard Hot 100 Airplay          | #62      |
| 2000 | USA Hot Dance Music/Maxi-Singles Sales | #4       |
| 2000 | USA Hot Dance Music/Club Play          | ----     |
| 2000 | USA Top 40 Tracks                      | #31      |
| 2000 | USA Top 40 Mainstream                  | #22      |
| 2000 | USA Rhythmic Top 40                    | ----     |
| 2000 | USA Adult Contemporary                 | #23      |
| 2000 | Canadian Billboard Hot 100             | #28      |